# Манон (име)
Манон (мађ. Manon), је женско име које се користи у мађарском језику, води порекло из француског језика и један је од облика имена Марија.
Сродна имена су: Мара, Маријан, Маријана, Марица, Марина, Маринела, Маринета, Маријон, Мариора, Марита, Маша, Мија, Мијета, Мирјам и Рија.

## Имендани
- 5. август.

## Варијације имена у језицима
-,